# もしもしスタジオ
『もしもしスタジオ』は、1972年4月3日から1976年10月1日までTBS系列で放送されたワイドショー。大丸グループの一社提供。

## 概要
主婦にとって家庭の健康や、子どもの育児、日常問題など、気軽に相談できない問題、それを電話で引き受ける番組だった。

番組内容は「スタジオにテレフォン・センターを新設、二十回線を引き、20人の「もしもしガール」が視聴者の訴えをメモし、ポピュラーなテーマを追って回答する」というものであった。
1973年7月2日開始の『3時にあいましょう』より、1年以上も前に開始した、TBSでは初の午後のワイドショーだった。しかし、1975年3月31日の「腸捻転解消」（当時朝日放送は同じく大丸グループ提供の『ワイドショー・プラスα』を放送）を目前にした、同年3月28日で14時台の放送を終了。TBS平日14時開始のワイドショーは、1992年10月5日開始の『スーパーワイド』まで17年半存在しなかった。同年3月31日からは、平日11時に移動し、翌年の10月1日まで放送した。
基本的には関東ローカルを前提としていた番組だった。

## 放送時間
| 放送期間   | 放送期間   | 放送時間（JST）   |
| ---------- | ---------- | ----------------- |
| 1972年4月  | 同年9月    | 平日14:00 - 14:30 |
| 1972年10月 | 1974年9月  | 平日14:00 - 14:40 |
| 1974年10月 | 1975年3月  | 平日14:00 - 14:30 |
| 1975年3月  | 1976年10月 | 平日11:00 - 11:30 |